# Mogana
Mogana is een bestuurslaag in het regentschap Pandeglang van de provincie Banten, Indonesië. Mogana telt 1801 inwoners (volkstelling 2010).